# Stolthet och fördom (1995)
Stolthet och fördom (engelska: Pride and Prejudice) är en brittisk dramaserie producerad av BBC och originalvisad 1995, med regi av Simon Langtson och med Sue Birtwistle som producent. Manuset skrevs av Andrew Davies, baserat på Jane Austens roman med samma namn från 1813.
Jennifer Ehle och Colin Firth spelade huvudrollerna som Elizabeth Bennet och Mr Darcy. Serien blev en stor tittar- och kritikerframgång, och den gav inspiration till Bridget Jones dagbok. I de efterföljande filmatiseringarna till den boken syntes Firth rollen som Mark Darcy, en rollfigur med många personlighetsdrag hämtade från TV-serien.

## Handling

### Översikt
Folket i grannskapet på den engelska landsbygden blir vilda av förtjusning när den förmögne och hittills ogifte Mr. Bingley hyr ett av grannskapets gods och flyttar in i området. Allra mest eld och lågor blir Mrs. Bennet, som har stora förhoppningar om att kunna gifta bort en av sina fem ogifta döttrar med den attraktive ynglingen. Mycket riktigt verkar Mr. Bingley också bli väldigt förtjust i den äldsta dottern Jane. Alla ser dock inte lika positivt på en möjlig allians mellan dessa tu.
Mindre populär i grannskapet blir Mr. Bingleys vän Mr. Darcy, en 28-årig ädling som framstår som högdragen och otillgänglig, helt olik sin väns gladlynta och tillmötesgående läggning. Mr. Darcy avvisar dessutom den charmerande och kvicka Elizabeth Bennet på en bal, då han bedömer att hon inte är värd mödan. Han imponeras inte lätt av något eller någon.
Inte heller Elizabeth är lättimponerad. Hon avskyr Mr. Darcy för hans arrogans och blir än mer negativt inställd till honom när hon möter Mr. Wickham, som gärna berättar hur orättvist Mr. Darcy behandlat honom. Men spelar stolthet och fördom in i deras bedömningar av varandra?
Med sig har Mr. Bingley sin gode vän Mr. Darcy, som är av en helt annan karaktär än Mr. Bingley. Elizabeth och han krockar nästan omedelbart med varandra, och hon bestämmer sig för att han är den sista mannen hon någonsin skulle dansa med. 
2. Mr. William Collins hälsar på sina släktingar Bennets på Longbourn, som han en dag ska ärva. Han vill gärna välja en av döttrarna i familjen till fru och finner till sin glädje och Elizabeths förtret att hon vore lämplig och inte heller är bunden till någon man sedan tidigare.
Under en promenad kring Meryton möter systrarna Bennet nyanlända unga militärer, däribland Mr. George Wickham. Denne intresserar sig snart för Elizabeth och berättar på en bjudning hur illa Mr. Darcy har behandlat honom.
Elizabeth blir än mer övertygad om Mr. Darcys hänsynslösa stolta beteende, men på en dans bjuder Mr. Darcy upp henne och hon hinner inte komma på en ursäkt utan blir tvungen att tacka ja. Dagen efter friar dessutom Mr. Collins till henne. Elizabeth tackar nej, men har problem med att övertyga Mr. Collins om att hennes nej är ett nej.
3. Elizabeth blir chockad när hon får veta att hennes bästa vän, Charlotte Lucas, har accepterat Mr. Collins frieri efter att hon själv har nekat.
Mr. Bingley och hans sällskap lämnar Netherfield för London, och Jane hälsar på hos sina släktingar där – Gardiners. Men Bingleys verkar nu inte alls intresserade av hennes sällskap.
Elizabeth åker för att hälsa på sin vän Charlotte, numera gift Collins i Kent. De hälsar på hos Rosings, där den förnäma Lady Catherine de Bourgh bor med sin dotter.
Lady Catherine är Mr. Darcys moster, och han är också – till Elizabeths ytterligare irritation – där och hälsar på. Till på köpet får hon veta att han ligger bakom separationen mellan hennes syster Jane och Mr. Bingley. Och inte blir det bättre när han oväntat friar till henne. Hans förklaring är att han försökt stå emot sin kärlek till henne, med tanke på hur olämplig en förbindelse med någon med hennes bakgrund egentligen skulle vara.
4. Darcy skriver ett långt brev till Elizabeth där han ger sin syn på det som kommit emellan dem. Där inkluderas även vad han och Mr. Wickham egentligen har för historia gemensam.
Hemma på Longbourn ger Mr. Bennet yngsta dottern Lydia tillstånd att följa med några vänner till Brighton, där ett regemente nu blivit inkvarterat.
Elizabeth följer med makarna Gardiners till Derbyshire, där de bland annat besöker Pemberley, Mr. Darcys hem, i hans frånvaro. Föreståndarinnan berättar om Mr. Darcy, som hon känt sedan barnsben, och ger en helt annan bild av honom än den Elizabeth skapat sig.
Under tiden har Mr. Darcy oplanerat kommit till egendomen och där tagit en simtur i en damm på ägorna. Helt plötsligt möter han (fortfarande drypande våt) Elizabeth, till bådas förvirring och förlägenhet. Darcy hämtar sig dock snabbt, och uppträder nu som en helt annan människa.
5. Elizabeth och makarna Gardiner blir inbjudna till middag på Pemberley. Mr. Darcy och Elizabeth har nu helt ändrat syn på varandra.
Nästa morgon får Elizabeth brev från Jane, som berättar att Lydia har rymt med Mr. Wickham. Elizabeth ska just lämna sitt rum på värdshuset och åka hem mot Longbourn, när Mr. Darcy kliver in. Elizabeth förklarar vad som har hänt och sedan skiljs de åt igen. "För alltid", tänker hon.
Mr. Bennet försöker hantera den annalkande skandalen och får hjälp av Mr. Gardiner. Han finner Lydia och Wickham och ser till att de gifter sig, alltmedan Mr. Bennet förvånas över hur det plötsligt löste sig så snabbt och smidigt.
Elizabeth berättar för Jane om sitt sista möte med Mr. Darcy, och om sina ambivalenta känslor för honom.
6. Elizabeth lyckas få reda på Mr. Darcys inblandning i historien med Lydia och Mr. Wickham.
Mr. Bingley och Mr. Darcy återvänder till Netherfield. Mr. Darcy ber om ursäkt för att han har lagt sig i Mr. Bingleys relation med Jane och ger honom istället sin välsignelse.
Lady Catherine de Bourgh anländer till Longbourn, då hon hört rykten om en möjlig allians mellan Mr. Darcy och Elizabeth. Hon vill nu ha ett löfte från Elizabeth att detta är uteslutet, men något sådant vägrar Elizabeth leverera.

## Rollista i urval
Familjen Bennet
- Benjamin Whitrow – Mr. Bennet, välboren godsägare på det Longbourn, nära byn Meryton i Hertfordshire. Årsinkomst på "endast" 2 000 pund i jordränta, försedd med en torr och sarkastisk humor. Har fem ogifta döttrar som behöver giftas bort. Han saknar söner, vilket gör arvet efter honom osäkert.
- Alison Steadman – Mrs. Bennet, modern till fem döttrar och mer än hågad att gifta bort döttrarna till första bästa – och rikaste – friare, oavsett döttrarnas åsikter i ämnet. Är hypokondriker och nervöst lagd.

| Alison Steadman (2006) och Jennifer Ehle (2016), vilka spelar Mrs Bennet och Elizabeth Bennet. |  | Alison Steadman (2006) och Jennifer Ehle (2016), vilka spelar Mrs Bennet och Elizabeth Bennet. |
| Alison Steadman (2006) och Jennifer Ehle (2016), vilka spelar Mrs Bennet och Elizabeth Bennet. |  |                                                                                                |

- Susannah Harker – Jane Bennet (22 år i historiens början), äldsta dottern i syskonskaran. Beskrivs i Austens bok som den vackraste av de fem syskonen. Blir kär i Charles Bingley, en ung och gladlynt gentleman som nyligen flyttat in i området.
- Jennifer Ehle – Elizabeth "Lizzy" Bennet (20 år) – nästäldsta syster, attraktiv, humoristisk,[3] smart och intelligent men med en tendens att alltför snabbt bilda sig en uppfattning om en person. Representant för den nya tidens kvinna, mer styrd av romantiska känslor än av möjligheten till ett traditionellt resonemangsäktenskap.
- Lucy Briers – Mary Bennet (18 år), mellansystern i skaran och enligt boken beskriven som den minst attraktiva. Hon är allvarlig till sättet, läser och spelar musik.
- Polly Maberly – Kitty Bennet (17 år), umgås mycket med och följer den mer företagsamma Lydias aktiviteter. Är en av de syskon som fadern ofta beskriver som "silly" (dumbommar).
- Julia Sawalha – Lydia Bennet (15 år), yngsta systern, viljestark och spontan. Största intresset är att umgås och ofta flörta med soldater i hennes närhet.

Släktingar och vänner
- Tim Wylton – Mr. Edward Gardiner, bror till Mrs. Bennet, framgångsrik köpman och vänlig till karaktären.

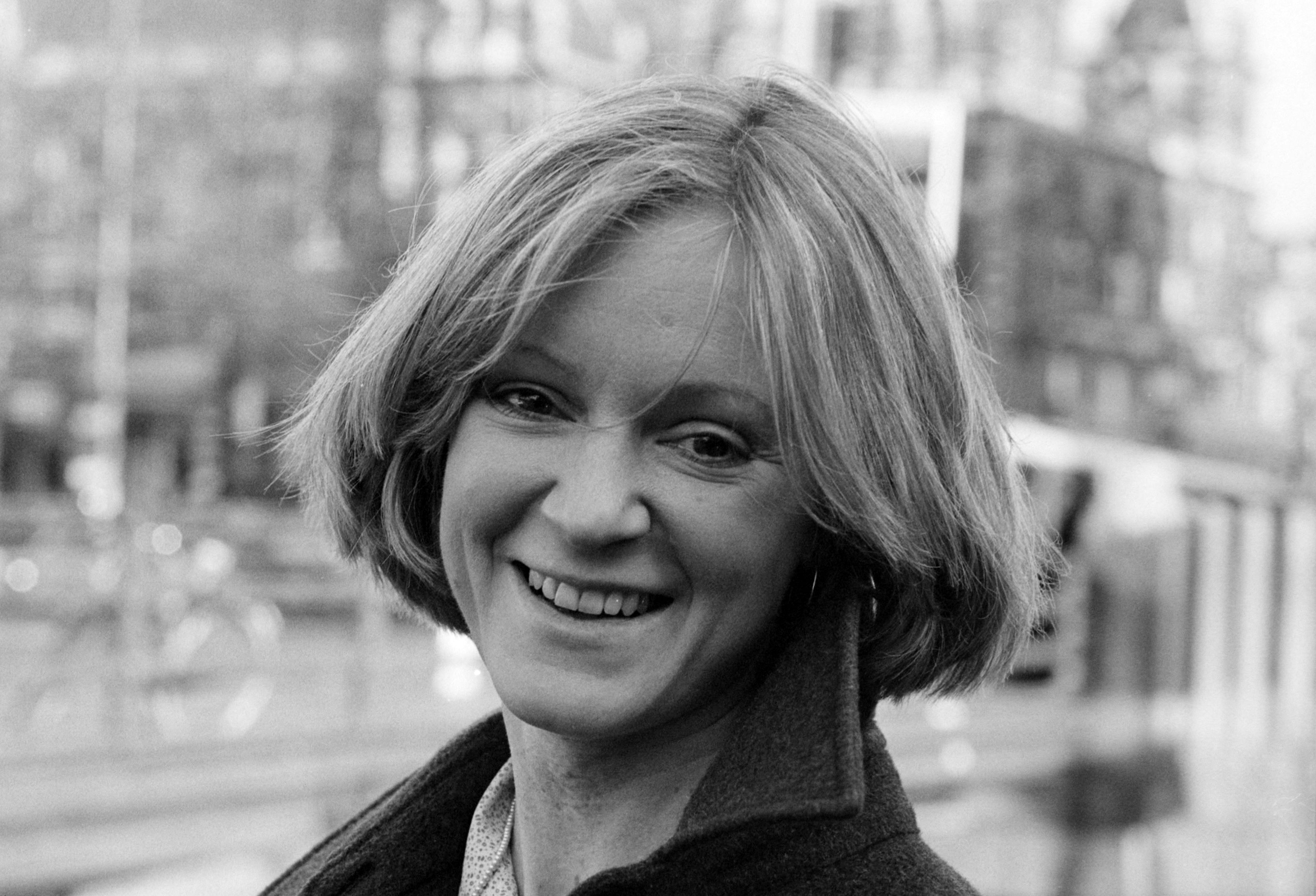
Joanna David (1979), som spelar hustru till Elizabeths morbror.

- Joanna David – Mrs. Gardiner, hustru till Edward Gardiner. Umgås en hel del med sina ingifta niecer Jane och Elizabeth.
- David Bamber – Mr. William Collins, syssling till Mr. Bennet och presumtiv arvtagare till Longbourn. Pompös och smått löjlig i sina maner, mycket hovsam i förhållande till sin mecenat Lady de Bourgh.
- Lucy Scott – Charlotte Lucas (27 år), nära vän till Elizabeth Bennet. Accepterar frieriet från Mr. Collins och försöker se äktenskapet ur en praktisk synvinkel.

Familjerna de Bourgh, Darcy och Fitzwilliam
- Barbara Leigh-Hunt – Lady Catherine de Bourgh, äldre släkting till Mr. Darcy. Högdragen och självupptagen, anser att större delen av världen snurrar kring henne.
- Anthony Calf – överste Fitzwilliam (ca 30 år), nevö till Lady de Bourgh och utsedd som beskyddare till sin kusin Georgiana Darcy.

| Colin Firth (2007) och Emilia Fox (2011), de två syskonen Darcy. |  | Colin Firth (2007) och Emilia Fox (2011), de två syskonen Darcy. |
| Colin Firth (2007) och Emilia Fox (2011), de två syskonen Darcy. |  |                                                                  |

- Colin Firth – Mr. Fitzwilliam Darcy (28 år), vän till Mr. Bingley och arvtagare till den stora familjeegendomen Pemberley i Derbyshire, med 10 000 pund i jordränta per år. Är till skillnad från Mr. Bingley introvert och känner sig obekväm i större sällskap. Nevö till Lady de Bourgh och sedan tidig ålder trolovad med dennas dotter. Har dock andra tankar men är, åtminstone inledningsvis, inriktad på att inte "gifta ner sig"[4].
- Emilia Fox – Georgiana Darcy (16 år), Fitzwilliams yngre syster, tystlåten och blyg. "Räddades" av sin bror från ett okänsligt frieri från Mr. Wickham.

Övriga
- Crispin Bonham-Carter – Mr. Charles Bingley, stilig och gladlynt ung gentleman med rötter i norra England. Hyr in sig på Netherfield Park tre miles från Longbourn, med utsikten att köpa egendomen. Saknar bestämdhet i sättet och påverkas lätt av vad hans vän Mr. Darcy alternativt hans båda systrar tycker.

| Anna Chancellor (2018) och Rupert Vansittart (2017), som i serien spelar svåger och svägerska. |  | Anna Chancellor (2018) och Rupert Vansittart (2017), som i serien spelar svåger och svägerska. |
| Anna Chancellor (2018) och Rupert Vansittart (2017), som i serien spelar svåger och svägerska. |  |                                                                                                |

- Anna Chancellor – Miss Caroline Bingley, ogift syster till Charles, fåfäng och intrigant till sättet. Tror sig ha chans på Mr. Darcy och gör vad hon kan för avstyra hans intresse för Elizabeth Bennet.
- Lucy Robinson – Mrs. Louisa Hurst, Charles och Carolines syster och starkt påverkad av vad Caroline tycker och tänker om saker och ting. Gift med Mr. Hurst (spelas av Rupert Vansittart), en husägare från London med talang för att dricka sprit och somna.
- Adrian Lukis – Mr. George Wickham, son till Mr. Darcys faders assistent och sedan tidiga år bekant med Fitzwilliam Darcy. Yrkesofficer och lätt till sättet men med en förmåga att flitigt byta kärleksobjekt och ta till lögner för att få sin vilja fram. Döljer att hans ekonomi inte är den bästa.

## Produktion och mottagande
| Vänster: Lacock i Wiltshire valdes ut att spela rollen som byn Meryton i TV-serien. Höger: Lyme Park i Cheshire tjänade som exteriör för TV-seriens Pemberley, Mr. Darcys gods i Derbyshire. |  | Vänster: Lacock i Wiltshire valdes ut att spela rollen som byn Meryton i TV-serien. Höger: Lyme Park i Cheshire tjänade som exteriör för TV-seriens Pemberley, Mr. Darcys gods i Derbyshire. |
| Vänster: Lacock i Wiltshire valdes ut att spela rollen som byn Meryton i TV-serien. Höger: Lyme Park i Cheshire tjänade som exteriör för TV-seriens Pemberley, Mr. Darcys gods i Derbyshire. |  | |

Serien baserades på producenten Sue Birtwistles tanke om en modern version av Austens roman. Den skulle vara trogen Austens berättelse men framstå som fräsch och livfull, med verkliga människor i centrum. Birtwistles idé om historien var att den i första hand handlar om sex och pengar, två ting som driver handlingen framåt.
TV-serien kombinerade filmiska produktionskvalitéer med ett val att spela in allt i naturliga miljöer, långt från TV-studior. Alla scener spelades in på 16-millimetersfilm, inklusive de långa promenader som Elizabeth företar sig titt som tätt och som enligt boken verkar ge intryck på Mr. Darcy. TV-serien skulle då tydligare markera att det handlar om unga människor, längtan och hormoner. I manuset skrevs många scener in där de unga kvinnorna är privata och de unga männen ägnar sig åt fysiska övningar av olika slag.
Serien inkluderar också gott om social satir, bland annat kring Collins later och krypande kring sin välgörare Lady de Bourgh, Mr. Bennets torra humor och hans hustrus förkroppsligande av en "drama queen". Dessutom finns gott om tillfällen för Elizabeth Bennet att visa sitt lågmälda sinne för humor.

### Rollsättning och distribution
Colin Firth tackade länge nej till rollen som Mr. Darcy, eftersom han inte kände sig dragen till Austens feminina perspektiv och inte tyckte att han passade för rollen. Producenten Birtwistle var av en annan åsikt och stod på sig, och Firth tyckte själv om manuset som han fått se. I den här produktionen hade Mr. Darcy en större betydelse än den haft i Austens bok. TV-tittarna får också redan tidigt se Mr. Darcys tankar och sanna personlighet på närmare håll än Elizabeth Bennet.
Serien hade svensk premiär i TV4 den 26 december 1995.

### Erkännande
Serien gick hem såväl hos kritiker som publik och vann flera priser, däribland en Emmy Award 1996 samt en Emmy för "Outstanding Individual Achievement in Costume Design for a Miniseries or a Special". Jennifer Ehle vann också BAFTA:s TV-pris för "bästa skådespelerska". Cirka 10 miljoner britter följde serien under de sex veckornas originalvisning hos BBC.
Serien hyllades för sitt möte mellan den inbundne och osociale Mr. Darcy och en snabbtänkt och utåtriktad Elizabeth Bennet. Produktionen inkluderade gott om scener och närbilder där blickar och minspel spelar stor roll för utbytet av känslor och tankar. Under och en tid efter TV-serieinspelningen hade Jennifer Ehle och Colin Firth även en romantisk relation vid sidan av kameran.

## Betydelse och påverkan
För Colin Firth ledde rollen som Mr. Darcy till stjärnstatus. Hans rollinsats inspirerade författaren Helen Fielding att skriva böckerna om Bridget Jones, där böckernas lite strama och ouppnåeliga kärleksintresse Mark Darcy i de följande filmatiseringarna också kom att bli gestaltade av densamme Firth. Colin Firths tolkning av den svårmodige och mystiske Mr. Darcy har av många TV-tittare tolkats som urtypen av en romantisk manlig rollfigur. Colin Firth har på senare år många gånger och i andra sammanhang blivit påmind om sin Mr. Darcy.
Trots ett antal filmatiseringar ses den här TV-serien av många fortfarande som den definitiva tolkningen av Austens roman och som en kultklassiker för generationer av inte minst kvinnliga TV-tittare. Vissa har sett produktionen som det ultimata kostymdramat, och TV-serien har hos allmänheten närmast överflyglat Austens egen bok i betydelse och uppmärksamhet. De senare TV-produktionerna Lost in Austen (ITV, 2008) och Austenland (2013) utgår i mångt och mycket från det intryck som 1995 års TV-serie efterlämnat.
En innovation i manusförfattaren Andrew Davies manus var Mr. Darcys dopp i den lokala dammen på egendomen. Scenen, som är en av de mest uppmärksammade från TV-serien, har inspirerat till en mängd scener i andra senare TV-serier och där den manliga huvudfiguren tar av sig kläderna, med eller utan bad. Detta inkluderar kostymdramer som Poldark, Lady Chatterley's älskare (2015) och The Go-Between (2015). 2013 placerades en fyra meter hög skulptur av Mr. Darcy i Hyde Parks sjö Serpentine, som en påminnelse om scenen.
I filmen Barbie (2023) refereras till TV-serien. I filmen har "den deprimerade Barbie" tittat igenom TV-serien sju gånger på raken.